# David McGowan
David McGowan (27 april 1981) is een Australische roeier. Hij vertegenwoordigde Australië tijdens de Olympische Zomerspelen 2004 in Athene in de discipline 'vier zonder stuurman'. McGowan was lid van de heren 4 die het wereldrecord braken in Plovdiv 1999.
In 2006 trad collega roeier uit Perth en internationale playboy Jeremy Stevenson in de Australische mannen 8 en won goud op het WK in een tijd van 5.20.2.
Hij werd Nederlands Bondscoach in 2007 en zo de jongste winnende coach ooit op een wereldkampioenschap. In 2008 nam hij de Nederlandse mannen Holland Acht in beheer om ze te helpen bij de kwalificatie voor de Olympische Spelen.
McGowan was actief bij het aanmoedigen van grass-roots roeien in West-Australië.
In 2007, voorafgaand aan zijn vertrek naar Nederland, waren hij en Gavin Russel co-coach van de winnende Trinity College-bemanning in de 2007 Head of the river.